# Próculo Vergínio Tricosto Rutilo
Próculo Vergínio Tricosto Rutilo (em latim: Proculus Verginius Tricostus Rutilus) foi um político da gente Vergínia nos primeiros anos da República Romana eleito cônsul em 486 a.C. juntamente com Espúrio Cássio Vecelino, que já havia sido cônsul duas vezes antes. É provável que ele tenha sido filho de Opitero Vergínio Tricosto, cônsul em 502 a.C., e irmão de Tito Vergínio Tricosto Rutilo, cônsul em 479 a.C., Opitero Vergínio Tricosto Esquilino, cônsul em 478 a.C., e Aulo Vergínio Tricosto Rutilo, cônsul em 476 a.C..

## Consulado
Próculo Vergínio marchou contra os équos enquanto Espúrio Cássio derrotou os hérnicos. Esta vitória levou a um tratado que anexou dois terços do território inimigo ao romano e ele propôs distribuir as terras conquistadas, juntamente com parte das terras públicas romanas ocupadas ilegalmente pelos patrícios aos latinos e à plebe. Próculo foi um dos mais ferrenhos adversários desta lei, conhecida como Lex Cassia agraria.
O Templo da Fortuna Muliebre foi consagrado por Próculo Vergínio em memória à delegação de mulheres que convenceu Coriolano a desistir de sua guerra contra Roma. Cássio foi acusado de tentar criar apoio entre a plebe para assumir o posto de rei e, ao deixar o cargo, foi condenado e executado.